# Inês Arruda
Inês Maria Corrêa de Arruda (Caucaia, 19 de novembro de 1958) é uma política cearense. É ex-prefeita do município de Caucaia, cumprindo apenas um mandato (2005-2008).
Foi eleita como deputada estadual do Ceará em 1998 e 2002, retornando ao Parlamento Cearense como suplente em 2014. Também foi Primeira Dama de Caucaia na administração de seu marido José Gerardo Arruda (1997-2000).

## Biografia
Nascida em 19 de novembro de de 1958 em Caucaia, Ceará, Inês Maria Corrêa de Arruda vem de berço político. Filha de Danilo Dalmo da Rocha Corrêa, ex-prefeito de Caucaia (1977-1983), e Maria Lúcia Magalhães Corrêa, ex-deputada estadual por quatro mandatos, é também neta do ex-deputado Edson da Mota Corrêa.
No âmbito acadêmico e profissional, Inês é formada em Terapia Ocupacional pela Universidade de Fortaleza (UNIFOR), tendo exercido a direção do Colégio Janusa Corrêa e participado da administração do Hospital Maternidade Dr. Paulo Sarasate.
Casou-se com o Ex-Deputado Federal José Gerardo Oliveira de Arruda Filho, com quem teve três filhos: Lívia Arruda, Maria Lúcia e José Gerardo.

### Trajetória política
Como Primeira Dama do município de Caucaia, durante a Administração de seu marido José Gerardo Arruda (1997-2000), Inês assumiu vários projetos. Presidiu a Fundação de Estudos e Projetos Especiais de Caucaia onde implantou os Projetos Crescer Feliz, Bom de Bola, Nascer Feliz e Cidadão Feliz. Inaugurou o Casarão do Artesanato além de apoiar o pleno funcionamento dos Centros Sociais Urbanos (CSU’s) Edson da Mota Corrêa (sede) e Rubens Vaz da Costa (Jurema) e do Centro de Atenção Integral à Criança e ao Adolescente (CAIC) Francisca Estrela T. Firmeza.
Eleita Deputada Estadual, em 1998, com a maior votação do estado do Ceará, reeleita em 2002, renunciou em 2004 para assumir a prefeitura de Caucaia, após vitória consagrada nas urnas naquele ano.
Tentou reeleição em 2008, perdendo para Washington Gois (PRB), em eleição que contava com o ex-prefeito Zé do Carmo (1993-1996) como terceiro candidato. Washington Gois obteve 72.464 votos, contra 60.793 de Inês.
Em 2014, Inês voltou ao Parlamento Cearense como suplente do ex-deputado Nelson Martins (PT).
Em 2013, a ex-prefeita, e então deputada estadual, foi condenada por improbidade administrativa pelo juiz Jorge Luis Girão Barreto, da 2ª Vara Federal. Segundo a decisão, a ex-gestora apresentou parcialmente e fora do prazo a prestação de contas relativa ao convênio firmado com a União por meio do Fundo Nacional de Saúde entre 2005 e 2008. O objetivo do acordo seria a aquisição de equipamentos e materiais permanentes, além da construção de unidades de saúde. A condenação foi baseada em ação do Ministério Público Federal no Ceará (MPF/CE) e em relatório da Divisão de Convênios e de Gestão do Núcleo Estadual do Ministério da Saúde.
Com a decisão, a ex-gestora municipal foi obrigada à ressarcir à União o valor de R$ 3.404.225,75 e pagar uma multa civil no mesmo valor. A decisão também incluiu a suspensão de seus direitos políticos, além da proibição de contratar com o poder público, receber benefícios, incentivos fiscais ou creditícios, direta ou indiretamente, ainda que por intermédio de pessoa jurídica da qual seja sócia majoritária pelo período de três anos.